# Chartoscirta cincta
Chartoscirta cincta, auch Kahle Springwanze genannt, ist eine Wanze aus der Familie der Uferwanzen (Saldidae).

## Merkmale
Die Wanzen werden 3,2 bis 4,2 Millimeter lang. Sie können von den übrigen Arten der Gattung durch ihre Fühler unterschieden werden, die gleichmäßig dick sind und deren zweites Glied dunkel ist. Die Membranen der Hemielytren sind lang (halb so lang wie das Corium) und die Oberseite ist unbehaart. Die Wanzen sind immer voll geflügelt (makropter).

## Verbreitung und Lebensraum
Die Art ist in fast ganze Europa verbreitet und fehlt nur im Norden. Im Osten kommt sie im Nahen Osten bis in den Kaukasus und nach Sibirien vor. In Mitteleuropa ist sie verbreitet, aber nur lokal häufig. Im Norden und Osten ist sie häufiger als im Süden. Die Art kommt mit der Unterart Chartoscirta cincta paracincta auch in Afrika vor, es wird jedoch vermutet, dass es sich dabei um eine eigenständige Art handeln könnte. Die Art ist in Großbritannien weit verbreitet und häufig. Besiedelt werden Moore, Seggenrieder, Schilfbestände, Verlandungszonen, Feuchtwiesen und Ufer von Gewässern, dies unabhängig vom pH-Wert des Bodens.

## Lebensweise
Die Tiere leben am Boden zwischen Torfmoos (Sphagnum). Die flugfähigen Wanzen fliegen nachts künstliche Lichtquellen an. Die Überwinterung erfolgt als Imago, meist weit abseits ihrer sonst besiedelten Lebensräume in trockener Bodenstreu oder in Moos. Die adulten Tiere der neuen Generation treten ab Juli und August auf. Bei guten Bedingungen entwickelt sich auch eine vollständige zweite Generation bis zum Spätherbst. Nymphen kann man bis November finden. Im Frühjahr findet man die Tiere häufig in Überschwemmungsgenisten.

## Belege